# 基督教党 (萨摩亚)
基督党（英語：Christian Party）是萨摩亚的一个已不存在的小型政党。该党领导人为Tuala Falenaoti Tiresa Malietoa。成员主要为女性。该党诞生于2006年选举之前，在4月2日的选举中并未赢得席位，但其为反对《右侧驾驶法案》（Right-Hand Drive Bill）而继续存在，然而该法案于2009年最终通过。